# Hurrikan Andrew
Hurrikan Andrew war ein Hurrikan, der am 24. August 1992 im US-Bundesstaat Florida große Sachschäden verursachte. Andrew gilt als der Wirbelsturm, der im 20. Jahrhundert in den USA und der Karibik die größten Zerstörungen angerichtet hat.

## Geschichte
Andrew bildete sich am 14. August 1992 als tropische Welle über der Westküste von Afrika. Das Tiefdruckgebiet, das sich daraus entwickelte, wurde in der Nacht vom 16. zum 17. August zu einem tropischen Wirbelsturm heraufgestuft und bekam den Namen Andrew. Den Atlantik überquerte Andrew relativ langsam, doch als er am 21. August über Puerto Rico und die Bahamas hinwegzog, nahm der Sturm an Intensität und Geschwindigkeit zu. Obwohl er wie ein kleiner Wirbelsturm aussah (ca. 300 km Durchmesser), wurde Andrew am 22. August in die höchste Kategorie 5 der Saffir-Simpson-Hurrikan-Windskala eingestuft.
Am frühen Morgen des 24. August 1992 zerstörte der Hurrikan Andrew zwischen Florida City und Miami 63.000 Wohnungen. Dabei wurden 26 Menschen durch den Sturm getötet und 250.000 obdachlos. Von den insgesamt rund 26,5 Milliarden Dollar Sachschäden mussten Versicherungen etwa 7,3 Milliarden Dollar zahlen. Dieser Wirbelsturm wurde in seiner Dimension bezüglich des Schadens erst von Hurrikan Katrina, welcher einen Schaden von mehr als 100 Milliarden US-Dollar verursacht hat, abgelöst.
Medial wurde vielfach darauf hingewiesen, dass dieses enorme Schadenausmaß möglicherweise durch den anthropogenen Klimawandel, ausgelöst durch den verstärkten Treibhauseffekt, verursacht wird. Daneben verweist das National Hurricane Center jedoch auch auf die Tatsache, dass sich die Hurrikan-Aktivität im Atlantik durch wechselnde Perioden unterschiedlich starker Aktivität auszeichnet, die jeweils mehrere Jahrzehnte mit niedriger oder höherer Aktivität umfassen könne.

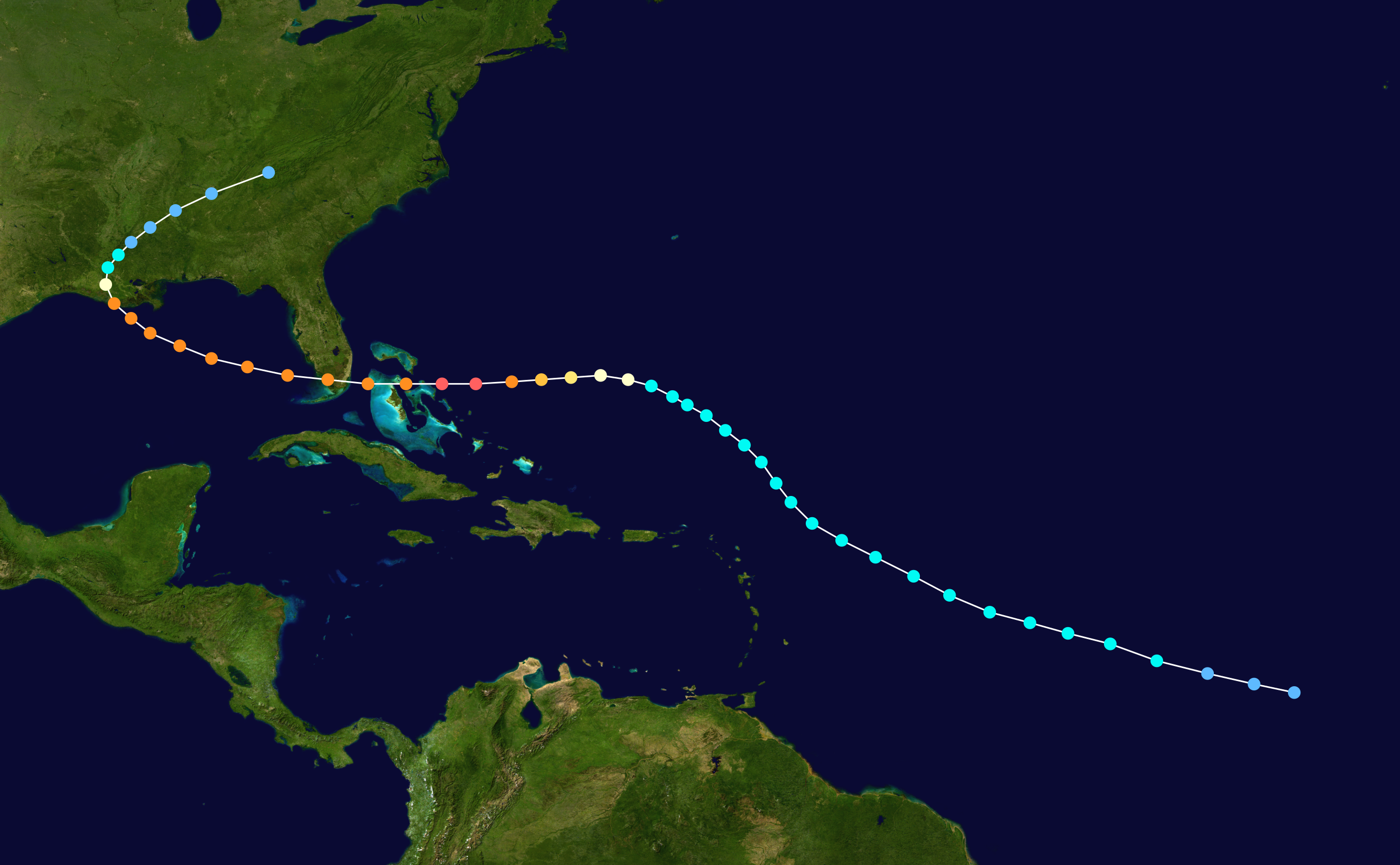
Verlauf von Andrew

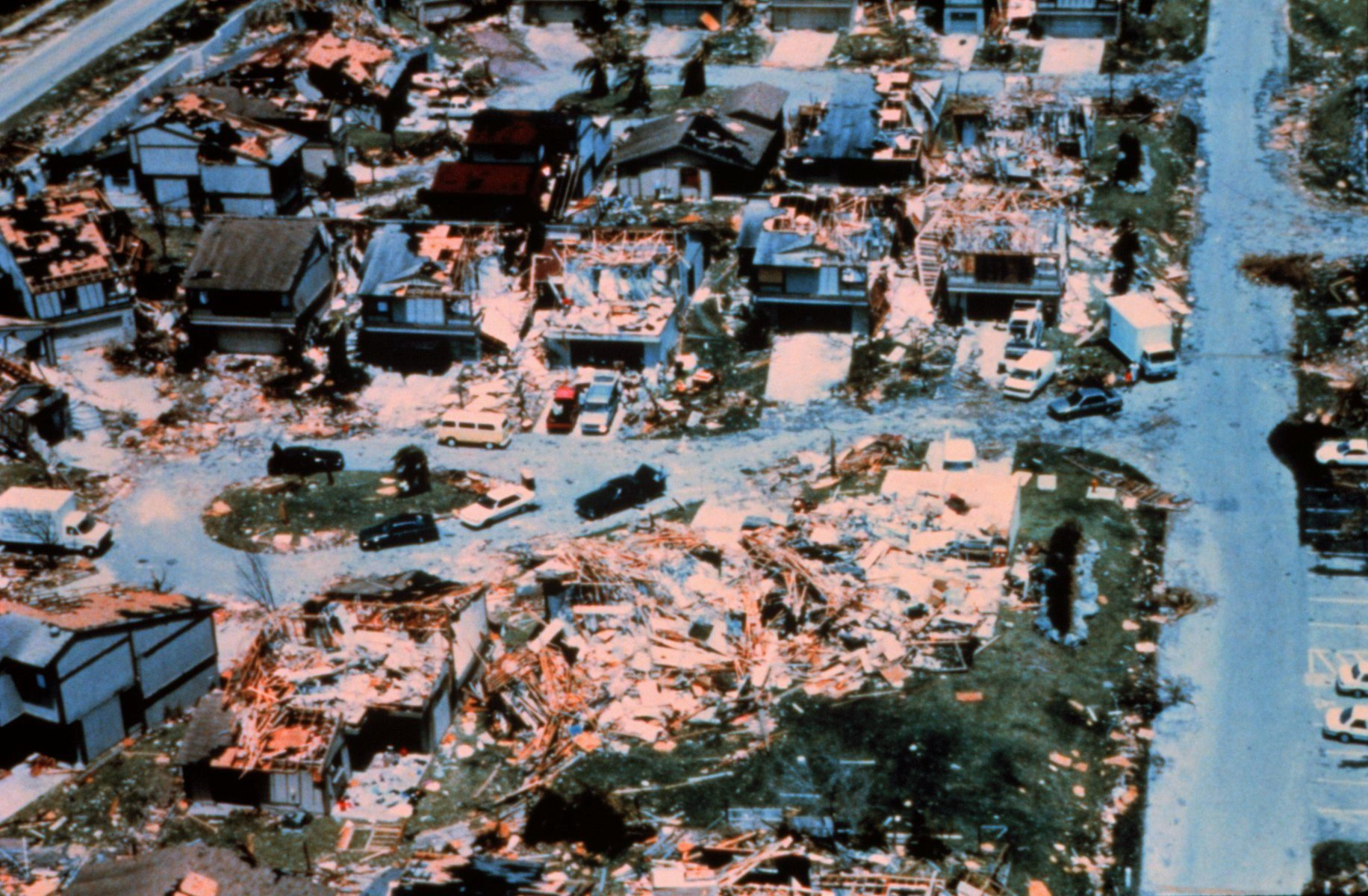
Eine Stadt nach dem Hurrikan (Lakes by the Bay, Florida)

Andrew – seine schnellsten Wirbel tobten mit bis zu 240 km/h – war jedoch keineswegs der stärkste Sturm der letzten Jahre.
Er richtete hauptsächlich deswegen so viel Schaden an, weil er zum Landgang auf eine Region mit vielen hochversicherten Werten wie Einkaufspassagen, Seniorencamps und Neubausiedlungen traf.
Zwischen 1980 und 1988 hatten sich in den Küstengebieten der USA die Versicherungswerte um 70 Prozent erhöht. Mehr als 44 Millionen US-Bürger lebten in von Hurrikanen bedrohten Gegenden – aber nur jeder fünfte hatte jemals solch einen Wirbelsturm erlebt.
Dies kann als Grund dafür gesehen werden, das Holzhäuser ohne Fundament und „mobile homes“ aus Aluminium an die Küste gebaut und Bauvorschriften missachtet wurden.
| Rang                                        | Hurrikan     | Saison | Luftdruck (in mbar) |
| ------------------------------------------- | ------------ | ------ | ------------------- |
| 1                                           | Labor Day    | 1935   | 892                 |
| 2                                           | Camille      | 1969   | 900                 |
| 3                                           | Irma         | 2017   | 914                 |
| 4                                           | Katrina      | 2005   | 920                 |
| 5                                           | Andrew       | 1992   | 922                 |
| 6                                           | Indianola    | 1886   | 925                 |
| 7                                           | Florida Keys | 1919   | 927                 |
| 8                                           | Okeechobee   | 1928   | 929                 |
| 9                                           | Miami        | 1926   | 930                 |
| 10                                          | Donna        | 1960   | 932                 |
| Quelle: HURDAT, Hurricane Research Division |              |        |                     |

Hinzu kam, dass die Nordamerikaner zwischen 1970 und 1987 eine ungewöhnlich sturmarme Zeit erlebt hatten und es nur einen einzigen Hurrikan mit Windgeschwindigkeiten über 175 km/h über der Ostküste der Vereinigten Staaten gab.
Zuvor hatte es zwischen 1947 und 1969 gleich 13 solcher Stürme an der Ostküste gegeben.